# Leptotyphlinae
Sous-famille
Synonymes
Leptotyphli Fauvel, 1874
Les Leptotyphlinae forment une sous-famille de coléoptères de la famille des Staphylinidae.

## Tribus
Australiotyphlini - Cephalotyphlini - Entomoculiini - Leptotyphlini - Metrotyphlini - Neotyphlini